# Javorník (Rudník)
Javorník (německy Mohren) je místní část obce Rudník. Nachází se v katastrálním území Javorník v Krkonoších o výměře 9,79 km² v okrese Trutnov v Královéhradeckém kraji.

## Historie
První písemná zmínka o vesnici v údolí Javornického potoka pochází z roku 1354, kdy zde byl filiální kostel, přičleněný k faře v Heřmanových Sejfech (Rudníku). V roce 1359 už v Javorníku existovala samostatná fara.

## Přírodní poměry
Jižní částí katastrální území protéká Luční potok, jehož tok je chráněn jako přírodní památka Luční potok v Podkrkonoší.

## Obyvatelstvo
| Rok            | 1869 | 1880 | 1890 | 1900 | 1910 | 1921 | 1930 | 1950 | 1961 | 1970 | 1980 | 1991 | 2001 | 2011 | 2021 |
| -------------- | ---- | ---- | ---- | ---- | ---- | ---- | ---- | ---- | ---- | ---- | ---- | ---- | ---- | ---- | ---- |
| Počet obyvatel | 878  | 920  | 903  | 866  | 859  | 785  | 731  | 347  | 329  | 276  | 177  | 121  | 121  | 135  | 126  |
| Počet domů     | 143  | 151  | 149  | 156  | 149  | 145  | 148  | 139  | 80   | 72   | 58   | 81   | 45   | 56   | 63   |

## Obecní správa
Při sčítání lidu v letech 1869–1980 Javorník byl samostatnou obcí, se kterým patřil nejprve do okresu Vrchlabí, ale v letech 1961–1980 v okrese Trutnov. Od 1. ledna 1981 je částí obce Rudník v okrese Trutnov.

## Pamětihodnosti
- Kostel svatého Martina
- Tvrziště
- Kaple s Pietou

U kostela se nachází krucifix z roku 1773, u silnice pod kostelem stojí socha svatého Jana Nepomuckého a u hlavní silnice pískovcový krucifix.